# ウベラバスクス
ウベラバスクス（学名：Uberabasuchus）は、ブラジルのミナスジェライス州でバウル盆地から化石が発見された、ペイロサウルス科に属する後期白亜紀に生息したワニ形類の属。タイプ種はUberabasuchus terrificus。左右にやや狭い吻部、三角形の上眼窩骨で保護された大型の丸い眼窩、後側の深い溝に囲まれた前眼窩窓が特徴とされる。記載論文のCarvalho et al. (2004)の系統解析ではマハジャンガスクスとの姉妹群に置かれ、Pochat-Cottilloux et al. (2023)の系統解析ではモンテアルトスクスやパタゴスクスなどとの多分岐をなしている。

## 発見と命名
ウベラバスクスのタイプ種のホロタイプ標本CPPLIP nº 630はブラジルのミナスジェライス州ウベラバ郡にて、バウル盆地のSerra do Veadinhoシーケンスで発見された。Serra do Veadinhoはバウル層群Marília層に属しており、当該の層準の層序年代は上部白亜系カンパニアン階～マーストリヒチアン階と推定されている。産地の岩層は粘土質砂岩である。
発見されたホロタイプ標本は下顎を伴う頭蓋骨・軸骨格・附属肢骨格が関節して保存されており、尾椎が欠損している。保存状態の良さと姿勢から、本標本の個体は鉄砲水に巻き込まれて堆積物へ急速に埋没したと見られている。本標本はCarvalho et al. (2004)により新属新種Uberabasuchus terrificusとして命名された。属名は標本がブラジルのミナスジェライス州ウベラバ郡から産出したことに由来し、種小名は捕食動物であることから恐ろしさに言及したものである。

## 特徴

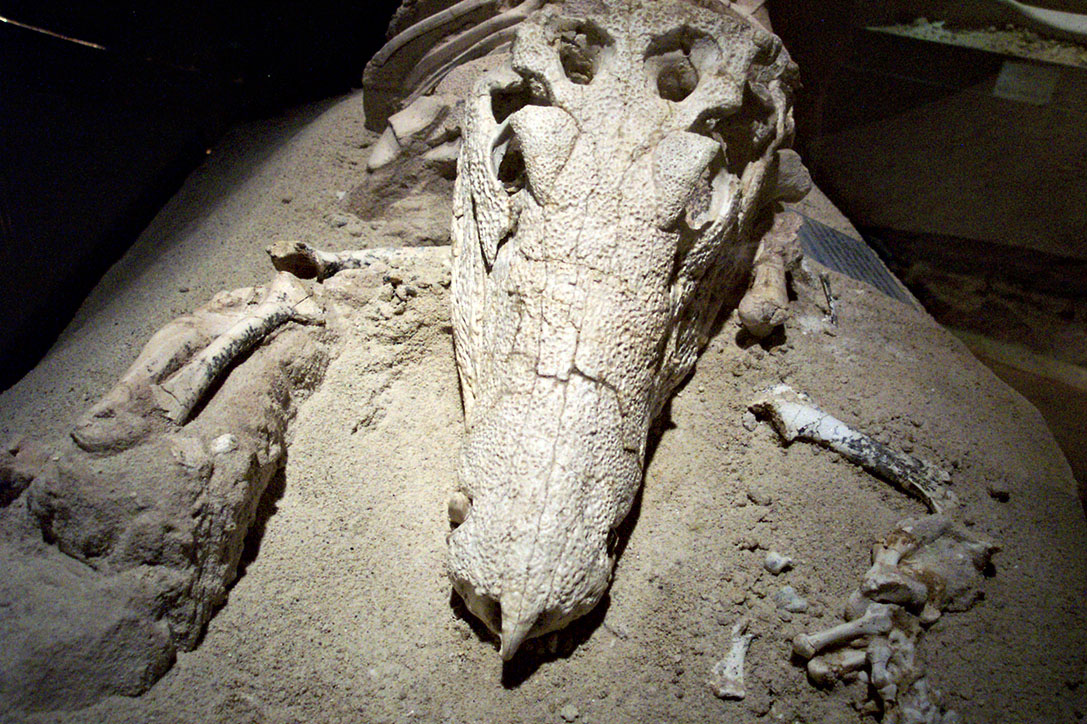
ウベラバスクスのホロタイプ。標徴形質である吻部先端の突起を確認できる。

ウベラバスクス属は頭蓋骨の特徴に基づいて記相が定められている。具体的な形質状態としては、吻部の先端に細い前側突起が存在すること、大型の第4歯骨歯を受け止める溝が上顎骨と前上顎骨との間に存在すること、5本存在する前上顎骨歯のうち前側2本が小型かつ密であり後側3本が大型かつ疎であること、前眼窩窓の後側に溝が存在すること、眼窩が円形であること、上側頭窓が楕円形で眼窩よりも小型であり頭蓋天井の大型の窪みに囲まれていること、板状骨が下顎結合に加わること、下顎が上下に高く左右に薄いこと、角骨が下顎枝の下縁の三分の二以上を構成すること、下顎窓が三角形で眼窩中央まで前側に伸びること、下顎窓が下側頭窓と一直線に並ぶこと、歯骨歯が少なくとも10本（推定11～12本）であることなどがある。加えて、吻部の外側の縁が背側から見て直線状であること、後関節突起にmedial shelfが存在しないことが固有派生形質とされる。
この他の頭蓋骨の細かい特徴はモンテアルトスクスやガスパリニスクスやロマスクスといったペイロサウルス科の他の属と類似が多く見られる。ウベラバスクスは異歯性を持ち、これは顎の歯の形状からより大型の獲物を捕らえることに適している可能性が指摘されている。

## 分類
ウベラバスクスはペイロサウルス科の新属として記載・命名された。19の内群と4の外群を用いた記載論文Carvalho et al. (2004)の系統解析では、本属はマハジャンガスクスとの姉妹群とされ、共にマハジャンガスクス族に置かれた。その後89分類群を用いてワニ形類の包括的系統解析を実施したAdams (2013)の系統樹では、ウベラバスクスはモンテアルトスクスとの姉妹群をなし、またこの2属からなる分岐群がペイロサウルス+ロマスクスの2属からなる分岐群とハマダスクスとの間で多分岐の関係にある。なおAdams (2013)の系統樹においてマハジャンガスクスはこれら5属よりもさらに基盤的な位置で分岐しており、カプロスクスと姉妹群の関係にある。
Pochat-Cottilloux et al. (2023)による系統解析では、ウベラバスクスはモンテアルトスクスおよびマハジャンガスクスなどの属と多分岐をなした。またペイロサウルス科自体が多系統群として系統樹上に反映されている。

## 古環境
ウベラバスクスのホロタイプ標本が産出したMarília層は、粗粒砂岩と泥岩と炭酸塩岩から構成されている。砂岩は石英と長石および変堆積岩（千枚岩や片岩）・火山岩（粗面岩・玄武岩）・堆積岩の断片から構成されている。炭酸塩岩の比率が高いこと、砂岩のセメント化が顕著であることから、堆積物は炭酸塩に富む地下水による影響を受けたと推測されている。Goldberg and Garcia (2000)は本層の堆積期間に乾燥化が進行したとし、小規模な湖沼を伴う広範な氾濫原を形成する網状流路により本層が堆積し、不純物の多い石灰岩や泥灰岩が湖底堆積物や古土壌として乾季に堆積したと推測している。ウベラバ地域において乾燥は特にマーストリヒチアン期において顕著であったとされ、雨季と長い乾季を伴う気候が続き、小規模な湖や一時的な河川によって動植物相が維持されていたとされる。
本層から産出した植物化石・藻類化石には、車軸藻植物門の造卵器、広義のシダ植物の胞子嚢果、針葉樹の幹がある。無脊椎動物では腹足類や二枚貝、脊椎動物では魚類・カエル・カメ・トカゲ・ワニ形類・恐竜の化石、また糞石や卵化石も知られている。